# Mario y Sonic en los Juegos Olímpicos Tokio 2020
Mario y Sonic en los Juegos Olímpicos Tokio 2020 (マリオ & ソニック AT 東京2020オリンピック Mario ando Sonikku atto Tōkyō 2020 (Nisen-nijū) Orinpikku?) es un videojuego deportivo de 2019 basado en los Juegos Olímpicos de Tokio 2020. Es un crossover entre la franquicia de Mario, propiedad de Nintendo y la franquicia Sonic the Hedgehog, propiedad de Sega. Es el primer videojuego que hacen las empresas después de recuperar los derechos tras el videojuego Mario y Sonic en los Juegos Olímpicos Río 2016. Fue desarrollado y publicado por Sega para Nintendo Switch en noviembre de 2019, y cuenta con una versión para cabinas arcade.
Es el último juego de la serie, ya que el Comité Olímpico Internacional decidió no renovar la licencia de Sega y Nintendo para producir videojuegos olímpicos después de 2020, a favor de una nueva asociación con nWay, que ha desarrollado juegos móviles para las ediciones posteriores, además de explorar oportunidades en Tokens no fungibles y Esports.

## Jugabilidad
Como los anteriores títulos de Mario y Sonic en los Juegos Olímpicos, Mario y Sonic en los Juegos Olímpicos Tokio 2020 es un videojuego de deportes que presenta un crossover entre personajes de las franquicias de Mario y Sonic the Hedgehog, propiedad de Nintendo y Sega respectivamente. El jugador, utilizando uno de los personajes, compite en varios eventos basados en deportes de las Olimpiadas. El videojuego presenta una variedad de eventos; algunos regresan de otros videojuegos de la serie, como el boxeo, fútbol, natación y gimnasia, mientras se incluyen nuevos eventos como kárate, skateboarding, escalada deportiva, y surfing.
Este es el primer juego de la franquicia en no incluir a los personajes Mii; se desconoce la razón por la cual no fueron añadidos como en los anteriores juegos.
La versión de Nintendo Switch es compatible con una variedad de controladores, incluyendo el control de movimiento de los Joy-Con. El videojuego también incluye un modo multijugador local con pantalla dividida y en línea. También se incluye un modo adicional en 2D, basado en los Juegos Olímpicos de Tokio 1964, que presenta estilos en 8-bit para personajes de Mario, y 16-bit para personajes de Sonic.

## Desarrollo
En octubre de 2016, Sega anunció que había obtenido los derechos de licencia del Comité Olímpico Internacional para publicar videojuegos basados en los Juegos Olímpicos de Tokio 2020, con planes para lanzar videojuegos en varios dispositivos. Mario y Sonic en los Juegos Olímpicos Tokio 2020 fue anunciado junto a Juegos Olímpicos de Tokio 2020 - El videojuego oficial el 29 de marzo de 2019, en el evento Sega Fes en Japón. Es el primer videojuego realizado desde la recuperación de los derechos de licencia tras el videojuego Mario & Sonic en los Juegos Olímpicos Río 2016 para Wii U y Nintendo 3DS, y fue lanzado mundialmente para Nintendo Switch en noviembre de 2019; una versión para cabinas arcade fue lanzada en 2020. Un videojuego complementario titulado Sonic en los Juegos Olímpicos Tokio 2020 fue lanzado para Android e iOS el 7 de mayo de 2020. El videojuego fue presentado en la E3 2019 y la Gamescom de 2019.
Mario y Sonic en los Juegos Olímpicos Tokio 2020 fue el último videojuego en el que AlphaDream trabajó antes de declararse en bancarrota en 2019. Racjin, Yuke's y Success Corp también trabajaron en el videojuego; Racjin ayudó a desarrollar videojuegos anteriores de la serie Mario y Sonic, mientras que Yuke ayudó a Sega a desarrollar Tokyo 2020: The Official Video Game.

## Recepción
Mario y Sonic en los Juegos Olímpicos Tokio 2020 ha recibido "críticas mixtas o promedio" de críticos según el agregador de reseñas Metacritic.
El videojuego ha recibido elogios por sus minijuegos, que se han descrito como divertidos de jugar. El videojuego también recibió elogios por el modo historia por tener sus propios minijuegos, referencias a varios videojuegos de Mario y Sonic, humor e historia de las Olimpiadas. Además, el videojuego ha recibido elogios por los eventos en 2D por agregar valor a los fanáticos del estilo retro de Mario y Sonic. Sin embargo, el videojuego también ha recibido críticas por el modo de historia que tiene una "progresión tediosa" y diálogo lento. El juego también ha recibido una atención negativa hacia su falta de contenido para jugadores individuales una vez que hayan terminado el modo historia. El modo en línea ha sido criticado debido al retardo (lag), especialmente cuando se juega con 8 jugadores, aunque se ha informado que las partidas de 2 a 4 jugadores en línea tienen menos retardo.

## Doblaje
Este es el tercer juego de Mario y Sonic en los Juegos Olímpicos con tener doblaje español.
| Personaje               | Actor de voz        | Actor de voz           | Actor de voz        |
| Personaje               | Japonés             | Inglés                 | Español             |
| Comentarista Masculino  | Billy Kametz        | Billy Kametz           | Fabio Tassone       |
| Comentarista Femenino   | Cristina Valenzuela | Cristina Valenzuela    | Lourdes Fabrés      |
| Comentarista Tokio 1964 | Gentoku             | Wally Wingert          | Ramón Rocabayera    |
| Mario                   | Charles Martinet    | Charles Martinet       | Charles Martinet    |
| Luigi                   | Charles Martinet    | Charles Martinet       | Charles Martinet    |
| Wario                   | Charles Martinet    | Charles Martinet       | Charles Martinet    |
| Waluigi                 | Charles Martinet    | Charles Martinet       | Charles Martinet    |
| Princesa Peach          | Samantha Kelly      | Samantha Kelly         | Samantha Kelly      |
| Toad                    | Samantha Kelly      | Samantha Kelly         | Samantha Kelly      |
| Toadette                | Samantha Kelly      | Samantha Kelly         | Samantha Kelly      |
| Princesa Daisy          | Deanna Mustard      | Deanna Mustard         | Deanna Mustard      |
| Princesa Rosalina       | Laura Faye Smith    | Laura Faye Smith       | Laura Faye Smith    |
| Yoshi                   | Kazumi Totaka       | Kazumi Totaka          | Kazumi Totaka       |
| Birdo                   | Kazumi Totaka       | Kazumi Totaka          | Kazumi Totaka       |
| Donkey Kong             | Takashi Nagasako    | Takashi Nagasako       | Takashi Nagasako    |
| Diddy Kong              | Katsumi Suzuki      | Katsumi Suzuki         | Katsumi Suzuki      |
| Bowser                  | Kenny James         | Kenny James            | Kenny James         |
| Bowser Jr.              | Caety Sagoian       | Caety Sagoian          | Caety Sagoian       |
| Ludwig                  | David Goldfarb      | David Goldfarb         | David Goldfarb      |
| Larry                   | Michelle Hippe      | Michelle Hippe         | Michelle Hippe      |
| Wendy                   | Ashley Flannegan    | Ashley Flannegan       | Ashley Flannegan    |
| Sonic the Hedgehog      | Jun'ichi Kanemaru   | Roger Craig Smith      | Ángel de Gracia     |
| Miles "Tails" Prower    | Ryō Hirohashi       | Colleen O'Shaughnessey | Graciela Molina     |
| Knuckles the Echidna    | Nobutoshi Canna     | Dave B. Mitchell       | Sergio Mesa         |
| Amy Rose                | Taeko Kawata        | Cindy Robinson         | Meritxell Ribera    |
| Doctor Eggman           | Kotaro Nakamura     | Mike Pollock           | Francesc Belda      |
| Doctor Eggman Nega      | Chikao Ōtsuka       | Mike Pollock           | Francesc Belda      |
| Shadow the Hedgehog     | Kōji Yusa           | Kirk Thornton          | Manuel Gimeno       |
| Rouge the Bat           | Rumi Ochiai         | Karen Strassman        | Ana vidal           |
| Silver the Hedgehog     | Daisuke Ono         | Bryce Papenbrook       | Ángel de Gracia     |
| Blaze the Cat           | Nao Takamori        | Erica Lindbeck         | Carmen Ambrós       |
| Vector the Crocodile    | Kenta Miyake        | Keith Silverstein      | Alfonso Vallés      |
| Espio the Chameleon     | Yūki Masuda         | Matthew Mercer         | Dani Albiac         |
| Jet the Hawk            | Daisuke Kishio      | Michael Yurchak        | Sergio Mesa         |
| Zazz                    | Yutaka Aoyama       | Liam O'Brien           | Rafael Parra        |
| Zavok                   | Jōji Nakata         | Patrick Seitz          | Miguel Ángel Jenner |
| Cream the Rabbit        | Sayaka Aoki         | Michelle Ruff          | Geni Rey            |
| Omochao                 | Etsuko Kozakura     | Erica Lindbeck         | Sofía García        |

Nota: A pesar de que Toad no sea jugable en este juego, incluso a que lo era en Río 2016, si tiene diálogos de voz. Y se utilizaron archivos de voz de Chikao Ōtsuka sobre Eggman Nega otra vez.